# 羅基什基斯

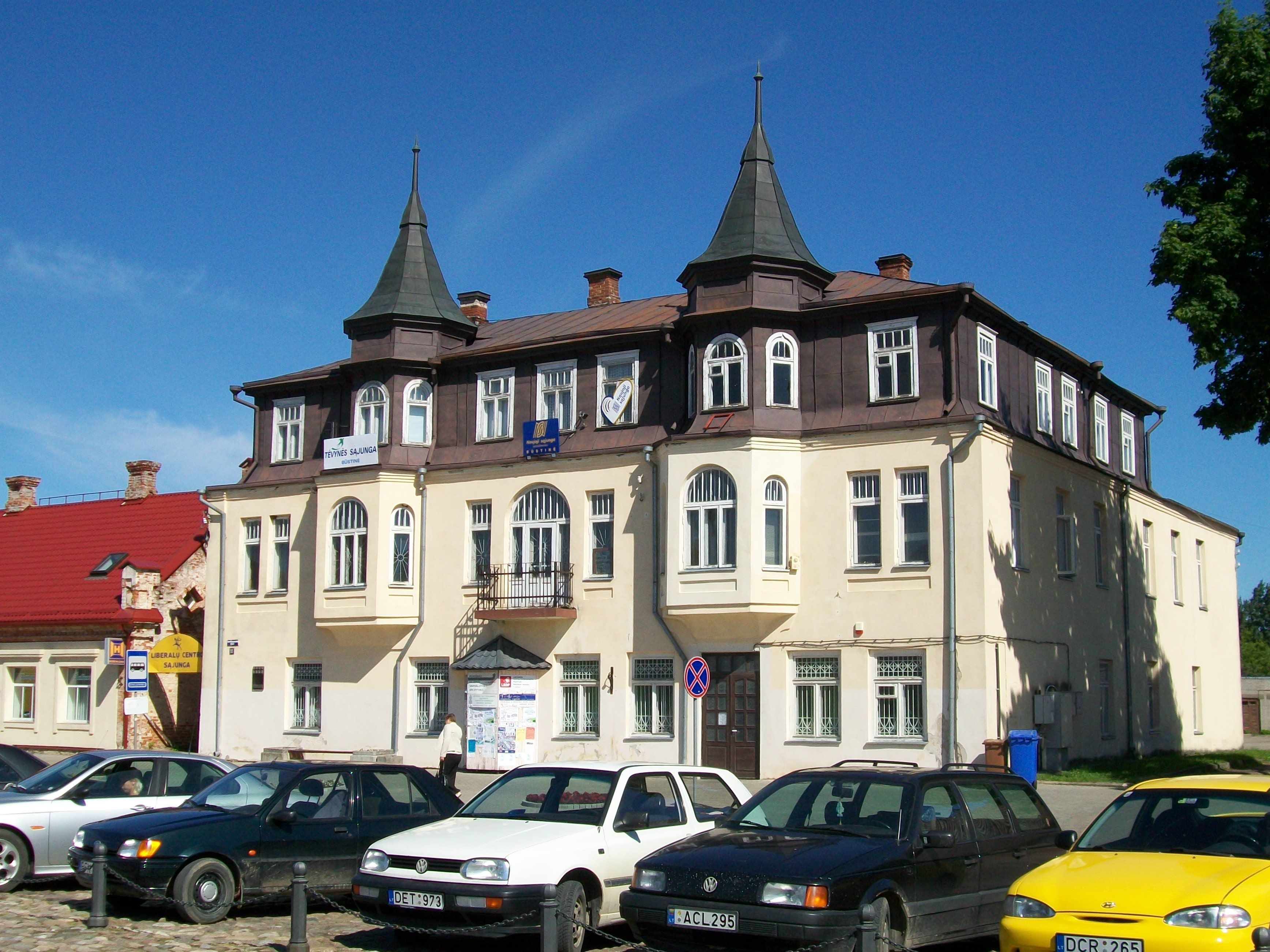

羅基什基斯（立陶宛语：Rokiškis）是立陶宛的城市，位於該國東北部，由帕內韋日斯縣負責管轄，距離烏泰納60公里，面積22平方公里，內穆內利斯河的發源地處於該市以南6公里，2010年人口15,325。第二次世界大戰期間，納粹德國在1941年8月15日至16日殺害鎮上3,208名猶太人居民。